# خشک‌آباد (اردستان)
خشک‌آباد (بخش مهاباد)، روستایی از توابع بخش مهاباد شهرستان اردستان در استان اصفهان ایران است.

## جمعیت
این روستا در دهستان گرمسیر قرار دارد و براساس سرشماری مرکز آمار ایران در سال ۱۳۸۵، جمعیت آن ۳۲۰ نفر (۶۵خانوار) بوده‌است.